# 제주 안덕계곡 상록수림
제주 안덕계곡 상록수림은 대한민국의 천연기념물이다.
- 안덕계곡 상록수림지대 보관됨 2007-09-29 - 웨이백 머신 - 남북의 천연기념물
- 안덕계곡 상록수림지대 - 문화재청